# 卡塔琳·卡拉迪
卡塔琳-卡拉迪（英語：Katalin Karády，匈牙利語：、1910年12月8日—1990年2月8日）是一位匈牙利女電影演員和歌手。她在1939年至1945年期間出演了很多電影，成爲當時在匈牙利走紅的電影明星和歌唱家。戰爭期間，由於她協助營救了一些在匈牙利的猶太兒童，2004年她被以色列追授為“國際義人”的榮譽稱號。

## 個人傳記

### 早年生活
卡塔琳·卡拉迪於1910年12月8日出生在布達佩斯，原名為：卡塔琳·坎茨勒（Katalin Kanczler）。父親是一個鞋匠，家境貧寒。家裏弟兄姐妹七個人。她的童年是在布達佩斯采石場區度過的。後來在一個慈善組織的幫助下，她曾經在瑞士和荷蘭生活了五年。回到匈牙利之後，在一家婦女商業行銷學校學習。她以美貌出衆，著裝簡單、愛好清潔以及掌握的語言知識等，在同學們當中脫穎而出。1930年父親去世之後，她嫁給了一個比她大30多歲的海關官員，但這樁年齡相差甚大的婚姻只維持了幾個月。

### 演藝時代
卡塔琳·卡拉迪於1936年開始步入演藝界，在這之前她先是在布達的一個酒吧，結識了一個名叫Zoltán Egyed的記者，之後被他介紹給了當時的一個名演員伊洛娜·阿澤爾，並在她開辦的表演學校學習。在接下來的三年時間，她學習了包括歌唱等專業基本知識。她的第一次演出是出現在藝術導演兼作家丹尼爾·約伯的劇院，從1931年至1941年期間，她在布達佩斯喜劇劇場扮演過各種角色。
她出演的第一部電影《致命的春天》（英語：Deadly Spring、匈牙利語：Halálos Tavasz）使她一舉成名，她成爲了一個性感女演員、女歌手的象徵。在接下來的9年當中，她出演了20多部電影，在這期間佐爾坦·埃吉德（Zoltán Egyed）成爲她的經紀人，並成功地為她營造了類似好萊塢的形象，在人們心目中她可以與當時的好萊塢影星珍·羅素、葛丽泰·嘉宝齊名媲美，她的很多崇拜者紛紛模仿她的髮型、服飾以及言談舉止。她的個人生活一直是人們茶餘飯後的話題。當她與攝政王霍爾蒂·米克洛什手下的特勤局長伊斯特凡·烏伊扎什熱戀的時候，流傳的緋聞就更多了，後者爲了向她求婚，給了她一幢別墅。據説兩個人曾經打算戰爭結束之後結婚，但是局勢的發展改變了他們的命運。

### 逆境遭遇
1944年霍爾蒂·米克洛什政府打算與盟國秘密協商並退出軸心國，因而匈牙利政府與納粹德國關係惡化，3月德國入侵匈牙利，占領了布達佩斯。因爲伊斯特凡·烏伊扎什是霍爾蒂·米克洛政府的情報高官，他遭到了蓋世太保的逮捕。而由於卡塔琳·卡拉迪與伊斯特凡·烏伊扎什的關係，蓋世太保也以盟軍間諜的罪名於4月18日將她逮捕。在納粹德國的壓力之下，匈牙利當局禁止了她在國家廣播電臺的演唱和她主演的新電影《瑪其塔》（Machita）的上映，除此之外還停止了她正在拍攝的電影《孤女》（英語：Orphan woman、匈牙利語：Gazdátlan asszony）。她在監獄裏被關押的三個月期間，遭受到了酷刑折磨幾乎喪命。後來，她被烏伊薩齊少將（Major General Ujszászy）的朋友救出，但是她的身體狀況和精神狀態很糟糕。
出獄之後，當她聽説好友烏伊薩齊少將死亡的消息（後來證明這是謠傳）之後，令她精神崩潰，之後的九個月一直臥床不起。即便是在這樣艱難時期，她以自己的個人財產和黃金作爲行賄手段從箭十字黨的槍口下解救了20多名猶太兒童，她把這些孩子們帶到（Városmajor）附近的别墅，把孩子们藏在地窖里，并为他们提供食物，照顧他們直至戰爭結束。她的訂婚人伊斯特凡·烏伊扎什的處境更爲糟糕，1945年2月蘇聯軍隊贏得了布達佩斯戰役之後，將關在監獄裏的伊斯特凡·烏伊扎什押往蘇聯繼續囚禁了三年。1948年他被蘇聯送回匈牙利之後最終下落不明。

### 戰後生涯
戰後，匈牙利被共產主義政權所取代。1945年至1948年期間，作爲歌唱演出，卡塔琳在布達佩斯歌劇院（Operettszínház）中登臺演出過若干次，另外又拍攝了兩部電影。但是在共產主義政權下，作爲曾經在霍爾蒂·米克洛什時代活躍的女演員，卡塔琳的演藝活動越來越受到限制，《火熱的田野》（匈牙利語：Forró mezők）是她出演的最後一部電影，1949年她的所有電影拍攝和歌唱演出全部被禁止。在這之後，她一度曾經被當局逮捕並遭到虐待，牙齒幾乎掉光。被釋放之後，她離開了布達佩斯去鄉間從事演藝活動，而此時的那些觀衆大都是喝得醉醺醺的酒鬼。
1951年卡塔琳離開了匈牙利流亡國外。兩年當中，她先後輾轉於奧地利、瑞士、比利時等國家，1953年來到巴西的聖保羅，在那裏開了一家時裝店。1968年她開始申請移民美國，她的移民申請得到了美國前司法部長羅伯特·肯尼迪的出面協助。來到美國之後，她定居在紐約市，並開了一閒帽子沙龍。來到美國後的第二年，她完全退出了演藝界的生涯，並拒絕媒體的采訪。在她70歲的那年，她收到了當時的匈牙利共產黨政府希望她回國定居的邀請。據説，她沒有直接回復匈牙利政府的邀請，而是寄給了匈牙利政府一頂帽子，這令匈牙利政府官員大惑不解。

### 後世紀念
東歐民主化運動之後，卡塔琳於1990年2月8日在紐約去世，2月19日她的遺體被運囘到匈牙利，布達佩斯聖伊什特萬大教堂為她舉行了葬禮，並將她安葬在布達佩斯的法卡斯雷蒂公墓。
卡塔琳在二戰期間共有三套公寓，包括伊斯特凡·烏伊扎什上校送給她的公寓。1991年匈牙利政府將其中的一套坐落於Művész大街（匈牙利語：藝術家影院）的公寓外墙挂上了牌匾，上面寫道：“在這棟大樓裏曾經住著卡塔琳·卡拉迪（1912-1990）——一位深受大衆喜愛的匈牙利女電影演員和1944年受迫害群體的保護者。”

## 電影作品

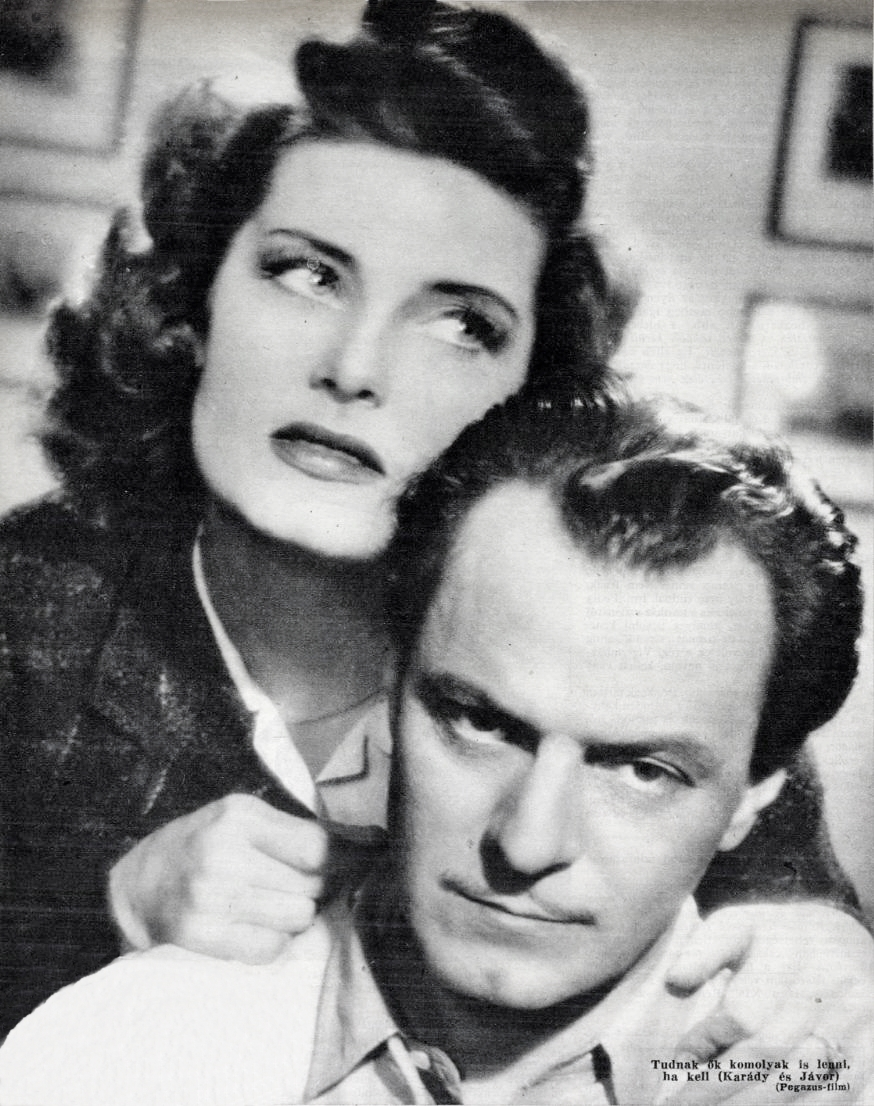
電影《情竇初開》（Egy tál lencse） (1941)劇照

- Halálos tavasz (1939) – (Deadly Spring)《致命的春天》
- Erzsébet királyné (1940) – (Queen Elizabeth)《伊麗莎白女王》
- Hazajáró lélek (1940) – (Homecoming soul)《歸鄉魂靈》電影（匈牙利語） （页面存档备份，存于）
- Egy tál lencse (1941) – (A dish of lentils)《情竇初開》
- Ne kérdezd, ki voltam (1941) – (Do not ask who I was)《不要問我是誰》
- Kísértés (1941) – (Temptation)《誘惑》
- A szűz és a gödölye (1941) – (A virgin and a kid)《貞女和孩童》
- Szíriusz (1942) – (Sirius)《天狼星》
- Tábori levelezőlap (short) (1942) – (Camp Postcard)《營地的明信片》電影片段（匈牙利語） （页面存档备份，存于）
- Halálos csók (1942) – (Deadly kiss)《致命之吻》
- Csalódás (1942) – (Disappointment)《失望》電影（匈牙利語） （页面存档备份，存于）
- Alkalom (1942) – (Occasion)《時機》
- Valahol Oroszországban (short) (1942) – (Somewhere in Russia)《在俄國的某地》電影片段（匈牙利語） （页面存档备份，存于）
- Külvárosi őrszoba (1942) – (Suburban guard room)《鄉間門衛室》電影（匈牙利語） （页面存档备份，存于）
- Egy szív megáll (1942) – (A heart stopped)《一顆停止跳動的心》
- Ópiumkeringő (1942) – (Opiumwaltz)《迷幻圓舞曲》電影片段（匈牙利語） （页面存档备份，存于）
- Makrancos hölgy (1943) – (The Taming of the Shrew)《馴服潑婦的故事》
- Valamit visz a víz (1943) – (Something in the water)《在水中》
- Szováthy Éva (1943) – (Éva Szováthy)《艾娃·索瓦特》[6]
- Boldog idők (1943) – (Happy Times)《幸福時光》
- Machita (1943–44) – (Machita)《瑪其塔》
- Hangod elkísér (short) (1944) – (Your voice accompanied me)《你的聲音與我相伴》
- Betlehemi királyok (short) (1947) – (Kings of Bethlehem)《伯利恆的國王》
- Forró mezők (1948) – (Hot fields)《火熱的田野》

## 演唱歌曲錄音
- 歌曲集大全 （页面存档备份，存于）（匈牙利語）[7]

- 莉莉瑪蓮 （页面存档备份，存于）（匈牙利語）

## 備注
1. ↑  .   [2023-03-02]. （原始内容存档于2023-03-02）.
2. ↑  .   [2022-02-22]. （原始内容存档于2022-02-22）.
3. ↑  .   [2022-02-21]. （原始内容存档于2019-04-13）.
4. ↑  .   [2022-02-22]. （原始内容存档于2022-03-11）.
5. ↑  .   [2022-02-22]. （原始内容存档于2022-02-22）.
6. ↑  .   [2022-02-21]. （原始内容存档于2022-03-11）.
7. ↑  
歌曲名單（匈牙利語）
1. Ez lett a vesztünk (Halálos tavasz) 1939
2. Már ismerem a legszebb szót (Halálos tavasz) 1939
3. Hamvadó cigarettavég 1941
4. Gyűlölöm a vadvirágos rétet (Egy tál lencse) 1941
5. Hiába menekülsz (Keresztúton) 1942
6. Ne kérdezd, ki voltam (Ne kérdezd, ki voltam) 1941
7. A szívemben titokban (Egy tál lencse) 1941
8. Jó éjt, drága kis hadnagyom (Tábori levelezőlap) 1942
9. Szomjas a szám
10. Jó a rosszat elfeledni
11. Várlak (Egy szív megáll) 1942
12. Nincs kegyelem (Külvárosi őrszoba) 1942
13. Vannak pillanatok
14. Ridi-radi rádió (Makrancos hölgy) 1943
15. Veled szeretnék boldog lenni 1943
16. Ne vegye szívére
17. Munka után estefelé
18. Gyévuska 1945
19. Katyusa 1945
20. Te vagy a fény
21. Nem szabad
22. Halálos méreg
23. Fogadj el engem 1946
24. Ha találsz egy mást ~1948
25. Mondd, nem kívánsz te túl sokat? 1948
26. Idegenben keserűbb a sírás
27. A szívem megdobban 1948
28. Ilyennek képzeltelek mindig 1948
29. Álltam a hídon 1948
30. Május éjszakán (Makrancos hölgy) 1943
31. Valahol Oroszországban (Valahol Oroszországban) 1942
32. A kettőnk életét 1949
33. A nyár sodort felém
34. Illúzió a szerelem
35. Altatódal
36. Ha örökké tart is (Cherbourgi esernyők) 1971
37. Hogy mondjam el (Love Story) 1971
38. Fehér karácsony 1984
39. Karácsony este 1984
40. Ez lett a vesztünk 1989